# Yoshiyuki Hasegawa
Yoshiyuki Hasegawa (長谷川 祥之 Hasegawa Yoshiyuki?,  nacido el 11 de febrero de 1969 en Uji, Kioto) es un exfutbolista japonés que se desempeñaba como delantero.
Hasegawa jugó 6 veces para la selección de fútbol de Japón entre 1995 y 1996.

## Trayectoria

### Clubes
| Club            | País  | Año         |
| --------------- | ----- | ----------- |
| Honda           | Japón | 1991 - 1992 |
| Kashima Antlers | Japón | 1992 - 2003 |

### Selección nacional
| Selección | País  | Año         |
| --------- | ----- | ----------- |
| Absoluta  | Japón | 1995 - 1996 |

## Estadística de equipo nacional
| Selección de Japón | Selección de Japón | Selección de Japón |
| Año                | Part.              | Goles              |
| ------------------ | ------------------ | ------------------ |
| 1995               | 4                  | 0                  |
| 1996               | 2                  | 0                  |
| Total              | 6                  | 0                  |

## Palmarés

### Títulos nacionales
| Título             | Club            | País  | Año  |
| ------------------ | --------------- | ----- | ---- |
| J1 League          | Kashima Antlers | Japón | 1996 |
| Copa del Emperador | Kashima Antlers | Japón | 1997 |
| J1 League          | Kashima Antlers | Japón | 1998 |
| J1 League          | Kashima Antlers | Japón | 2000 |
| Copa J. League     | Kashima Antlers | Japón | 2000 |
| Copa del Emperador | Kashima Antlers | Japón | 2000 |
| J1 League          | Kashima Antlers | Japón | 2001 |
| Copa J. League     | Kashima Antlers | Japón | 2002 |